# Телави (станция)
Телави — станция Грузинской железной дороги, расположена в Кахетии. Является конечной станцией ответвления Пост 89 км — Телави. Основана в 1890 году в рамках строительства Кахетинской железной дороги (Навтлуги/Тбилиси-Узловая — Гурджаани — Телави). Станция находится в 5 километрах от центра города Телави.
Количество путей на станции — 5 из них 4 электрифицированы. Разводные стрелки на станции ручные. Имеется вокзальное здание с залом ожидания, кассами и камерой хранения, но оно частично заброшено и неспособно принимать пассажиров на сегодняшний момент. От станции также отходят подъездные пути к предприятиям, расположенным в городе Телави.
Пассажирское движение сохранялось вплоть до 2007 года, затем по причине плохого состояния путевой инфраструктуры оно было прекращено. До прекращения регулярного пассажирского сообщения курсировала одна пара электропоездов сообщением Тбилиси — Телави и Телави — Тбилиси. Ранее во времена СССР ходили пригородные электропоезда в направлении Цнори и Цители-Цкаро. 
Во время грузино-российской войны пассажирское движение было временно возобновлено. Причиной тому стал взрыв российскими военными Гракальского моста в регионе Шида-Картли, который привел к разрыву железнодорожного сообщения между западом и востоком Грузии. После восстановления Гракальского моста пассажирское сообщение до станции Телави было вновь прекращено. Несмотря на интенсивное обновления путевой инфраструктуры на большинстве участков Грузинской железной дороги, Кахетинская железная дорога не была включена в план модернизации.
На станции присутствует лишь служебное движение (автомотрисы и мотовозы). Имеется и крайне незначительное грузовое движение.